# Сельское поселение «Деревня Брюхово»
Сельское поселение «Деревня Брюхово» — муниципальное образование в составе Медынского района Калужской области России.
Центр — деревня Брюхово.
Состав
В поселение входят 9 деревень и 1 село.
| №  | Населённый пункт | Тип населённого пункта | Население |
| -- | ---------------- | ---------------------- | --------- |
| 1  | Брюхово          | деревня                | ↘58       |
| 2  | Водрино          | деревня                | ↘5        |
| 3  | Дураково         | деревня                | ↘6        |
| 4  | Егорье           | село                   | ↘92       |
| 5  | Нероново         | деревня                | ↘0        |
| 6  | Новая            | деревня                | ↘6        |
| 7  | Павлищево        | деревня                | ↘10       |
| 8  | Сазоново         | деревня                | ↘5        |
| 9  | Свердлово        | деревня                | ↗31       |
| 10 | Троицкое         | деревня                | ↘14       |

## Население
Население на данный момент:↗233
| 2010 | 2012 | 2013 | 2014 | 2015 | 2016 | 2017 |
| ---- | ---- | ---- | ---- | ---- | ---- | ---- |
| 227  | →227 | ↘224 | ↘216 | ↘212 | ↗214 | ↗216 |
| 2018 | 2019 | 2020 | 2021 |      |      |      |
| ↘208 | →208 | ↗212 | ↗233 |      |      |      |